# Сем'янчук Ілля
Сем'янчук Ілля (1895, Опришівці — 1955, Чикаго) — кооператор родом з Станиславівщини.
У 1932—1939 роках директор Окружного Союзу (Кооператив у Станиславові, 1941-44 гол. директор «Центросоюзу» у Львові. На еміграції в Німеччині і (з 1950) у США, де був головою дирекції кредитової кооперативи «Самопоміч» у Чикаго.

## Біографія
Народився в селі Опришівці, поблизу Станіславова.
Член ОУН. Брав участь у підготовці повстання в Станіславові 1940 року.
У 1944 році став одним з 9 членів Ініціативного комітету для заснування УГВР.  
Мешкав у Станіславові у «Віллі Каліневича». 
Був одним з 10 засновників Федеральної Кредитової Спілки “Самопоміч” у Чикаго. 2 липня 1951 року обраний її президентом.